# Louis Wolheim
Louis Wolheim (New York, 28 marzo 1880 – Los Angeles, 18 febbraio 1931) è stato un attore, sceneggiatore e regista statunitense, noto al grande pubblico per la parte del caporale Stanislaw Katczinsky Kat in All'ovest niente di nuovo del 1930.

## Biografia
Fu anche un attore teatrale, attivo a Broadway tra il 1919 e il 1924.

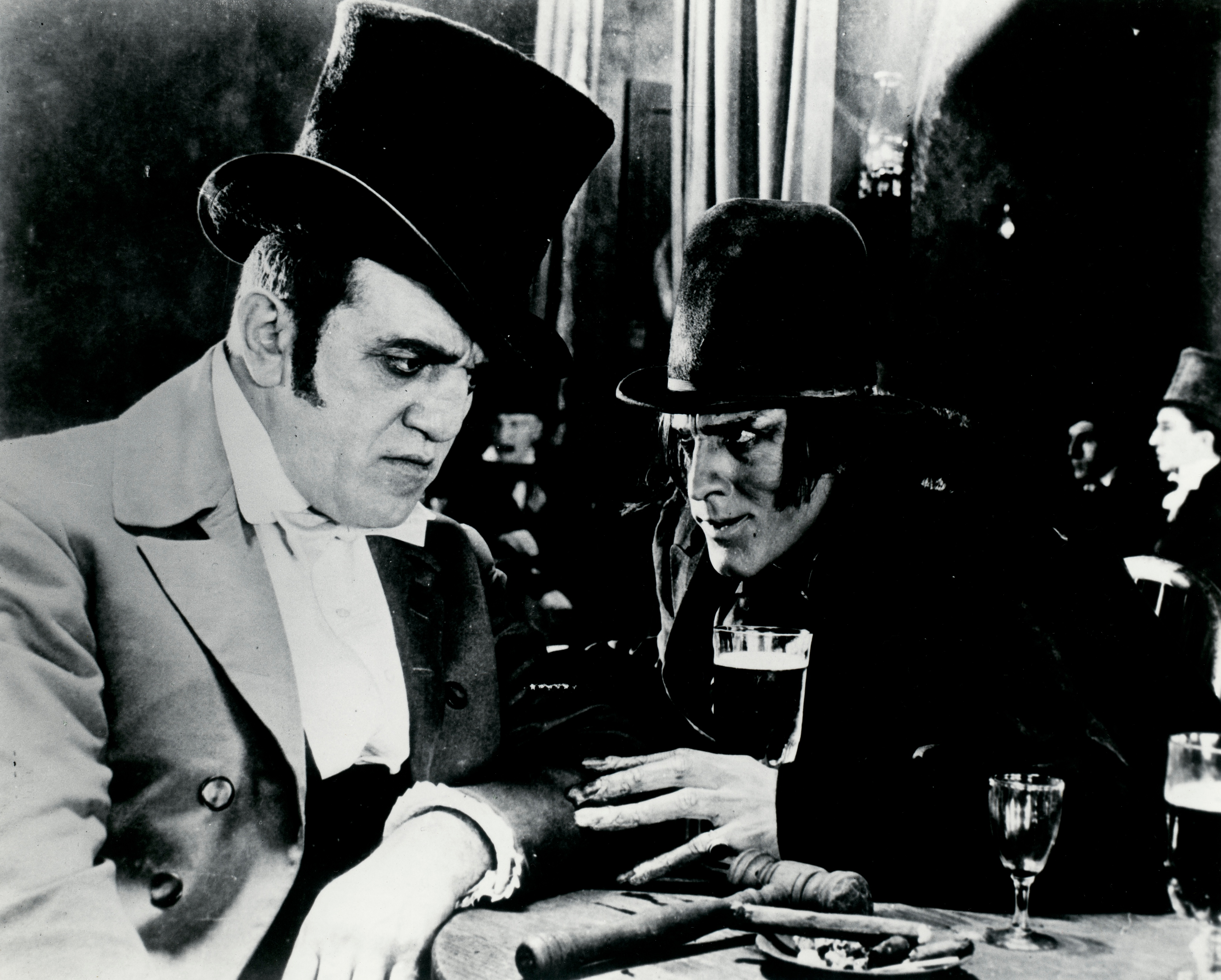
Louis Wolheim in una scena del DoctorJekyll and Mister Hyde del 1920

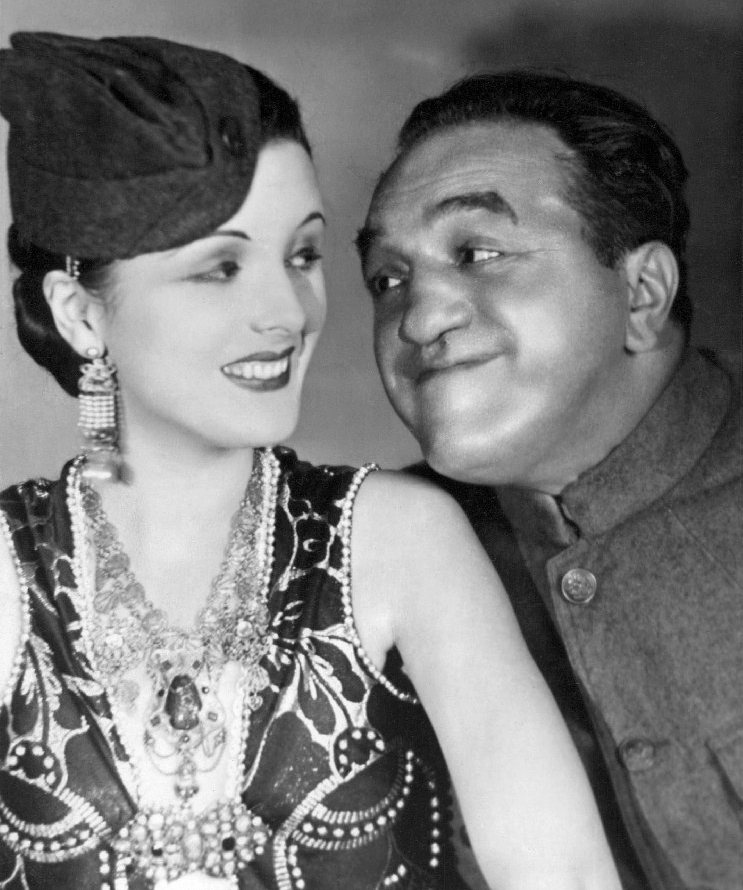
Mary Astor-Louis Wolheim in Two Arabian Knights (Notte d'Arabia) 1927

## Filmografia

### Attore
- The Warning, regia di Leopold Wharton (1914)
- The Shanghai Man, regia di Theodore Wharton (1914)
- Transatlantic (The Romance of Elaine), regia di George B. Seitz, Leopold Wharton e Theodore Wharton (1915)
- The New Adventures of J. Rufus Wallingford, regia di James Gordon, Leopold Wharton e Theodore Wharton (1915)
- Dorian's Divorce, regia di O.A.C. Lund (1916)
- The Brand of Cowardice, regia di John W. Noble (1916)
- The Sunbeam, regia di Edwin Carewe (1916)
- The End of the Tour, regia di George D. Baker (1917)
- The Millionaire's Double, regia di Harry Davenport (1917)
- The Belle of the Season, regia di S. Rankin Drew (1917)
- The Eternal Mother, regia di Frank Reicher (1917)
- The Avenging Trail, regia di Francis Ford (1917)
- The Eyes of Mystery , regia di Tod Browning (1918)
- La casa dell'odio (The House of Hate), regia di George B. Seitz (1918)
- Peg of the Pirates, regia di O.A.C. Lund (1918)
- Opportunity, regia di John H. Collins (1918)
- A Pair of Cupids, regia di Charles Brabin
- The Poor Rich Man, regia di Charles Brabin (1918)
- The Carter Case, regia di William F. Haddock e Donald MacKenzie (1919)
- The Darkest Hour, regia di Paul Scardon (1919)
- A Manhattan Knight, regia di George Beranger (1920)
- Dr. Jekyll and Mr. Hyde, regia di John S. Robertson (1920)
- Number 17
- Giovinezza (Experience), regia di George Fitzmaurice (1921)
- Conceit, regia di Burton George (1921)
- Le due orfanelle (Orphans of the Storm), regia di D.W. Griffith (1921)
- Determination, regia di Joseph Levering (1922)
- Sherlock Holmes, regia di Albert Parker (1922)
- The Face in the Fog, regia di Alan Crosland (1922)
- Love's Old Sweet Song, regia di J. Searle Dawley (1923)
- I nemici delle donne (Enemies of Women), regia di Alan Crosland (1923)
- The Go-Getter, regia di E.H. Griffith (1923)
- The Last Moment
- Little Old New York, regia di Sidney Olcott (1923)
- Unseeing Eyes, regia di Edward H. Griffith (1923)
- Perle vere e perle false (The Uninvited Guest), regia di Ralph Ince (1924)
- America, regia di D.W. Griffith (1924)
- The Story Without a Name
- Isn't Life Wonderful, regia di D.W. Griffith (1924)
- Lover's Island
- Notte d'Arabia (Two Arabian Knights), regia di Lewis Milestone (1927)
- Padre (Sorrell and Son), regia di Herbert Brenon (1927)
- Nella tempesta (Tempest), regia di Sam Taylor (1928)
- The Racket, regia di Lewis Milestone (1928)
- Il risveglio (The Awakening), regia di Victor Fleming (1928)
- Una notte in Avana
- Square Shoulders, regia di E. Mason Hopper (1929)
- La canzone dei lupi
- Giustizia dei ghiacci (Frozen Justice), regia di Allan Dwan (1929)
- L'isola del diavolo (Condemned), regia di Wesley Ruggles (1929)
- La crociera del folle (The Ship from Shanghai), regia di Charles Brabin (1930)
- All'ovest niente di nuovo (All Quiet on the Western Front), regia di Lewis Milestone (1930)
- Nella morsa delle rotaie (Danger Lights), regia di George B. Seitz (1930)
- Un dramma nell'Alaska (The Silver Horde), regia di George Archainbaud (1930)
- Gentleman's Fate (1931)
- The Sin Ship (1931)

## Regista
- The Sin Ship (1931)

## Sceneggiatore
- Together (1918, come Louis R. Wolheim)
- The Greatest Power (1917, come Louis R. Wolheim)
- The Washington Masquerade (1932, adattamento, non accreditato)

## Doppiatori italiani
- Mario Besesti in All'ovest niente di nuovo